# リーブルヴィル
リーブルヴィル（Libreville）は、アフリカにあるガボン共和国の首都。同国北西部に位置する。行政上はエスチュエール州に属すコミューン（Commune de Libreville）である。人口は703,904人（2013年）。ガボン川大河口に面し、ギニア湾にも近く、交易の中心地である。北緯0度22分30秒、東経9度25分にある。

## 歴史
リーブルヴィル周辺の地域はかつては不毛の地であり、長い間ムポンゲ族が居住していたが、1839年にフランスに支配され、1843年に交易都市としてガボン（現在のリーブルヴィル）が建設された。解放奴隷が多く送られ、1848年、彼らにより名前がガボンからリーブルヴィル（フランス語で自由都市）へと変えられた。また、1934年から1946年まではフランス領赤道アフリカの貿易をリードする港湾都市であった。1946年以降は、商業取引の拠点として比較的ゆっくり成長していった。その後、国がフランスから独立し、それとともにリーブルヴィルも発展し、1960年の独立時に31,000人だった人口が、現在ではガボンの人口の半分近くが集中するまでになった。

## 地理

### 主な地区
以下はリーブルヴィル市内の主な地区である。北にある地区から掲載している。
- バッテリー4（Batterie IV）住宅地
- カルチエ・ルイ（Quartier Louis）繁華街
- モンブエ（Mont-Bouet）住宅地、市場がある
- ノンバケレ（Nombakele）商業地
- グラス（Glass）ガボン初のヨーロッパ人定住地がある
- オルミ（Oloumi）工業地
- ラララ（Lalala）住宅地

### 行政区
ガボンの地方行政区分は基本的に州 - 県 - 郡 / コミューンの3層となっているが、リーブルヴィルは特別なコミューンとして県と同格地位にある。そのため、しばしリーブルヴィル県と称されることがある。
リーブルヴィルは6つの行政区（Arrondissement）に分けられており、これは郡 / コミューンに当たるものである。
| 名称 | 人口 （2013年） |
| ---- | --------------- |
| 1区  | 119,498         |
| 2区  | 107,976         |
| 3区  | 123,429         |
| 4区  | 39,732          |
| 5区  | 165,175         |
| 6区  | 148 129         |

### 観光
リーブルヴィルの観光地としては、国立伝統芸術博物館（ National Museum of Arts and Traditions）、フランス文化センター（French cultural centre）、聖マリー大聖堂（St Marie’s Cathedral）、ンケンボ（Nkembo）、アルボレトム・ド・シバング（Arboretum de Sibang）などが挙げられる。
リーブルヴィルの空の玄関はリーブルヴィル国際空港で、アフリカの各都市やフランスと結ばれている。

## 気候
ケッペンの気候区分では熱帯モンスーン気候（Am）に属する。
| リーブルヴィル（1961–1990年）の気候 | リーブルヴィル（1961–1990年）の気候 | リーブルヴィル（1961–1990年）の気候 | リーブルヴィル（1961–1990年）の気候 | リーブルヴィル（1961–1990年）の気候 | リーブルヴィル（1961–1990年）の気候 | リーブルヴィル（1961–1990年）の気候 | リーブルヴィル（1961–1990年）の気候 | リーブルヴィル（1961–1990年）の気候 | リーブルヴィル（1961–1990年）の気候 | リーブルヴィル（1961–1990年）の気候 | リーブルヴィル（1961–1990年）の気候 | リーブルヴィル（1961–1990年）の気候 | リーブルヴィル（1961–1990年）の気候 |
| 月                                  | 1月                                 | 2月                                 | 3月                                 | 4月                                 | 5月                                 | 6月                                 | 7月                                 | 8月                                 | 9月                                 | 10月                                | 11月                                | 12月                                | 年                                  |
| ----------------------------------- | ----------------------------------- | ----------------------------------- | ----------------------------------- | ----------------------------------- | ----------------------------------- | ----------------------------------- | ----------------------------------- | ----------------------------------- | ----------------------------------- | ----------------------------------- | ----------------------------------- | ----------------------------------- | ----------------------------------- |
| 平均最高気温 °C （°F）              | 29.5 (85.1)                         | 30.0 (86)                           | 30.2 (86.4)                         | 30.1 (86.2)                         | 29.4 (84.9)                         | 27.6 (81.7)                         | 26.4 (79.5)                         | 26.8 (80.2)                         | 27.5 (81.5)                         | 28.0 (82.4)                         | 28.4 (83.1)                         | 29.0 (84.2)                         | 28.6 (83.5)                         |
| 日平均気温 °C （°F）                | 26.8 (80.2)                         | 27.0 (80.6)                         | 27.1 (80.8)                         | 26.6 (79.9)                         | 26.7 (80.1)                         | 25.4 (77.7)                         | 24.3 (75.7)                         | 24.3 (75.7)                         | 25.4 (77.7)                         | 25.7 (78.3)                         | 25.9 (78.6)                         | 26.2 (79.2)                         | 25.9 (78.6)                         |
| 平均最低気温 °C （°F）              | 24.1 (75.4)                         | 24.0 (75.2)                         | 23.9 (75)                           | 23.1 (73.6)                         | 24.0 (75.2)                         | 23.2 (73.8)                         | 22.1 (71.8)                         | 21.8 (71.2)                         | 23.2 (73.8)                         | 23.4 (74.1)                         | 23.4 (74.1)                         | 23.4 (74.1)                         | 23.3 (73.9)                         |
| 雨量 mm （inch）                    | 250.3 (9.854)                       | 243.1 (9.571)                       | 363.2 (14.299)                      | 339.0 (13.346)                      | 247.3 (9.736)                       | 54.1 (2.13)                         | 6.6 (0.26)                          | 13.7 (0.539)                        | 104.0 (4.094)                       | 427.2 (16.819)                      | 490.0 (19.291)                      | 303.2 (11.937)                      | 2,841.7 (111.878)                   |
| 平均降雨日数                        | 17.9                                | 14.8                                | 19.5                                | 19.2                                | 16.0                                | 3.7                                 | 1.7                                 | 4.9                                 | 14.5                                | 25.0                                | 22.6                                | 17.6                                | 177.4                               |
| % 湿度                              | 86                                  | 84                                  | 84                                  | 84                                  | 84                                  | 81                                  | 81                                  | 81                                  | 84                                  | 87                                  | 87                                  | 86                                  | 84                                  |
| 平均月間日照時間                    | 175.2                               | 176.8                               | 176.9                               | 176.8                               | 159.5                               | 130.6                               | 119.2                               | 90.4                                | 95.9                                | 112.9                               | 134.6                               | 167.8                               | 1,716.6                             |
| 出典：NOAA                          |                                     |                                     |                                     |                                     |                                     |                                     |                                     |                                     |                                     |                                     |                                     |                                     |                                     |

## 交通

### 空港
- リーブルヴィル国際空港

### 鉄道
- トランスガボン鉄道

### 道路
- 国道N1号 (ガボン)

## 主な出身者
- ピエール＝エメリク・オーバメヤン[6]
- ダニエル・クザン
- マルセル・ルフェーブル
- レオン・ムバ
- クリス・シルバ